# Nová Bošáca
Nová Bošáca ist eine Gemeinde im Westen der Slowakei mit 1001 Einwohnern (Stand 31. Dezember 2024), die zum Okres Nové Mesto nad Váhom (Trenčiansky kraj) gehört.

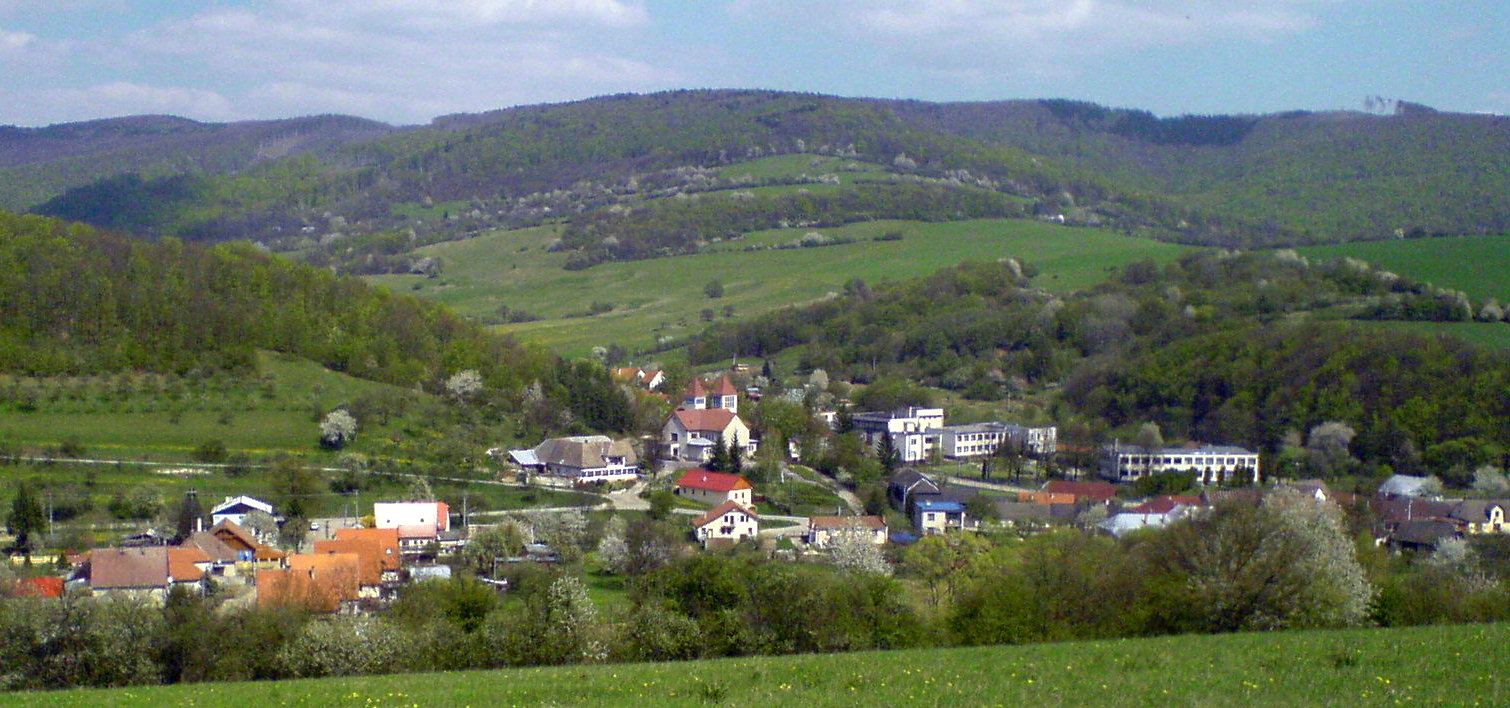

## Geographie
Nová Bošáca liegt in den Weißen Karpaten am Bach Bošáčka unter dem Berg Veľký Lopeník, im Norden durch die Staatsgrenze Slowakei-Tschechien begrenzt, während nach Süden geht das Tal in die nordwestlichen Ausläufer des Donautieflands über. Das Zentrum (Predbošáčka, 306 m n.m.) ist 17 Kilometer von Nové Mesto nad Váhom sowie 30 Kilometer von Trenčín entfernt.

### Liste der Siedlungen
| - Bestiné - Dubová - Grúň - Hajdarová - Holička - Nová Hora - Jastrabské - Horné Kameničné | - Dolné Kameničné - Šeňákova Kopanica - Valentova Kopanica - Krivé Kúty - Mravcové - Ochodničári - Vlčie Oko - Osikoviny | - Predbošáčka - Predpoloma - Prieseky - Radvaň - Dzurákov Salaš - Španie - Ukovčiari |

## Geschichte
Die heutige Gemeinde wurde im Jahr 1950 durch die Ausgliederung der 23 Siedlungen von Bošáca gegründet, nachdem diese die Einwohnerzahl des Kernorts in vorherigen Jahren weit übertroffen hatten. Heute sind kleinere Siedlungen/Einzelhöfe und jene in abseits gelegenen Tälern großteils Wochenendhäusern, sogenannten Chatas gewichen.
Die römisch-katholische Kyrill-und-Method-Kirche wurde im Jahre 1971 fertiggestellt.

## Bevölkerung
| Jahr                | 1994 | 2004    | 2014    | 2024    |
| ------------------- | ---- | ------- | ------- | ------- |
| Anzahl der Personen | 1261 | 1192    | 1106    | 1001    |
| Unterschied         |      | −5,47 % | −7,21 % | −9,49 % |

| Jahr                | 2023 | 2024    |
| ------------------- | ---- | ------- |
| Anzahl der Personen | 1015 | 1001    |
| Unterschied         |      | −1,37 % |